# Psicología crítica
La psicología crítica es una aproximación teórica reflexiva a la psicología en la que se adopta una perspectiva crítica. El propósito principal de la psicología crítica es el cuestionamiento sistemático de la psicología dominante, así como la elaboración y aplicación de formas alternativas de teoría y práctica psicológica.

## Historia
Klaus Holzkamp puede ser considerado como el fundador teórico de la psicología crítica. Su obra clásica Grundlegung der Psychologie, publicada en 1983, se basa en la psicología histórico-cultural de Alekséi Leóntiev para proponer una serie de categorías que definirían el campo de la investigación psicológica. Después de Holzkamp, hay numerosos psicólogos que han empezado a definirse a sí mismos como psicólogos críticos. Quizás el más destacado e influyente de ellos sea el británico Ian Parker, quien emprende una crítica minuciosa de la psicología desde los campos del análisis del discurso, el marxismo trotskista y el psicoanálisis, particularmente el psicoanálisis lacaniano. 
Ian Parker ha influido en el trabajo de David Pavón Cuéllar en México. La psicología crítica en español se ha desarrollado también a partir de la crítica desarrollada por Néstor Braunstein y sus colaboradores, la psicología social comunitaria de Maritza Montero y la psicología de la liberación de Ignacio Martín-Baró.